# Isla Santa María (Gambia)
La isla Santa María (en inglés: St. Mary’s Island; también conocida como Banjul Island o isla Banjul) es una isla y banco de arena, hasta el siglo XIX deshabitada, situada en el estuario del río Gambia en el océano Atlántico. La isla ubicada en el país africano de Gambia es apenas reconocida como tal, ya que en dirección sur y oeste está presente un bosque de manglar, y complejos de humedales que la hacen parecer cerrada. 
Fue avistada por primera vez por los navegantes portugueses en el siglo XV, a causa de su posición estratégica en 1816 los británicos tomaron el lugar y fundaron la ciudad de Bathurst, hoy Banjul. Debido a un cabo a 10 kilómetros de distancia bautizado por los portugueses como «cabo Santa María», la isla fue llamada por los ingleses St. Mary's Island.